# Hannah Walther
Hannah Walther (* 1991 in Berlin) ist eine deutsche Schauspielerin.

## Leben
Bereits als Kind kam Hannah Walther durch ihre Eltern mit dem Theater in Berührung. 2012 arbeitete sie als Regieassistentin für das Berliner Hexenkessel Hoftheater (heute bekannt als Monbijoutheater). 2012 bis 2016 absolvierte sie ihr Schauspielstudium an der Hochschule für Musik und Theater Hamburg und war in Produktionen am Thalia Theater Hamburg und am Deutschen Schauspielhaus Hamburg zu sehen.
Nach dem Studienabschluss trat sie ihr Erstengagement am Mainfrankentheater Würzburg an. Dort stand sie u. a. in Produktionen in der Regie von Dirk Dieckmann, Brit Bartkowiak, Catja Baumann und Hanna Plaß auf der Bühne. In Martin Kindervaters Inszenierung von Georg Büchners Woyzeck spielte sie die Rolle der Marie.  Mit der Spielzeit 2018/19 wechselte sie ins Ensemble des Theater Osnabrück. Unter der Intendanz von Ralf Waldschmidt arbeitete sie hier u. a. mit Daniel Förster und Sophia Barthelmes. Nach Beginn der Intendanz von Ulrich Mokrusch in der Spielzeit 2021/22 war sie u. a. an der Romanadaption 1000 Serpentinen Angst (Premiere Spielzeit 2021/22, Regie: Rebekka David) und Ella Hicksons The Writer (Premiere Spielzeit 2021/22, Regie: Cilli Drexel) sowie Öl der Erde (Premiere Spielzeit 2022/23, Regie: Julia Prechsl) beteiligt.
In der Spielzeit 2023/24 gastierte sie an der Neuen Bühne Senftenberg.
Seit 2015 arbeitet sie regelmäßig mit der Drehbuchautorin und Filmregisseurin Ulrike Grote zusammen. So war sie 2015 im Kino in Täterätää! Die Kirche bleibt im Dorf 2 sowie in der Fernsehproduktion Apropos Glück zu sehen. 2019 verkörperte sie in der ARD-Produktion Der letzte Wille die Altenpflegerin Sophie Dettmann.
Neben ihrer Tätigkeit als Schauspielerin ist Walther in der Genossenschaft Deutscher Bühnenangehöriger (GDBA) aktiv. Bis 2023 war sie stellvertretende Vorsitzende des Landesverband Nord. Aktuell ist sie als Stellvertreterin Teil des Beirats.
Walther lebt in Berlin.